# Хорвати в Чилі
Чилійські хорвати, або хорвати в Чилі (хорв. Hrvati u Čileu, або Hrvatski Čileanci, ісп. Croatas en Chile, або ісп. Chileno-croatas МФА: [tʃiˈleno kɾoˈata], англ. Croatian Chileans) — чилійці повного або часткового хорватського походження.
Чилі має одну з найбільших громад етнічних хорватів за межами Європи, поступаючись тільки американським хорватам. Вона є одним із головних прикладів успішної асиміляції неіспаномовної європейської етнічної групи в чилійське суспільство. Чимало успішних підприємців, науковців, митців і видатних політиків, які обіймають найвищі посади в країні, мали або мають хорватське походження, зокрема обраний 2021 року президентом Чилі Габріель Борич. До чилійців хорватського походження належать зокрема колишня перша леді Чилі, дружина колишнього президента цієї держави Патрісіо Айлвіна Леонор Оярзун Іванович і чилійський співак з українським корінням Коко Стамбук, футболіст Лука Тудор (Бакулич) і колишня чилійська актриса Кароліна Фадік, колишній міністр внутрішніх справ, громадських робіт і фінансів Едмундо Перес Сухович і чилійська володарка звання ФІДЕ Джованна Арбунич Кастро.

## Історія

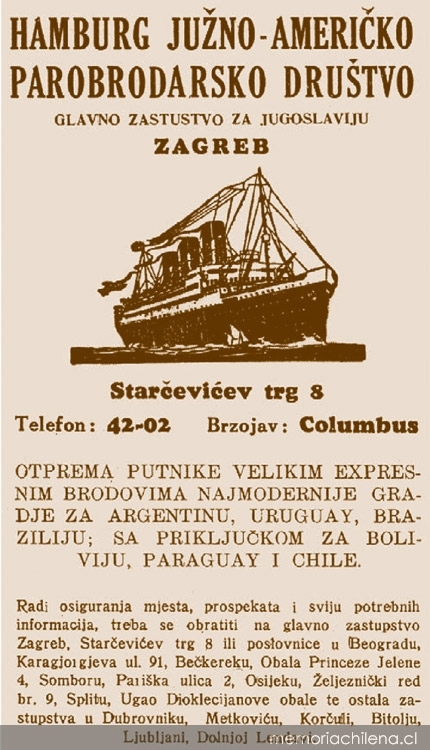
Рекламний плакат ХІХ століття з хорватського корабля, готового відпливти до Південної Америки.

Гноблення хорватського народу та заперечення існування цієї міжнародно визнаної нації були основним чинником, що спонукав хорватів до постійної міграції в Чилі. Спершу їх визнавали та офіційно облікували як колишніх громадян тих країн чи імперій, із яких вони втекли. До 1915 року вони визнавалися австрійцями, а потім аж до 1990 року — югославами. З 1990 року з огляду на проголошення нової міжнародно визнаної Республіки Хорватія чилійські хорвати відновили свою культурну та етнічну самобутність.
Хорватська громада спочатку устаткувалася у двох провінціях, розташованих аж на самих кінцях Чилі: Антофагаста, у пустелі Атакама на півночі та Пунта-Аренас у Патагонії на півдні. Великий наплив хорватів у Чилі почався 1864 року, ця міграція неухильно зростала до 1956 року, досягнувши чисельності у понад 6000 осіб. У початковій частині цього періоду (1864—1956) більше хорватів оселилося в Аргентині, ніж у Чилі. Наприклад, в Аргентині їхня кількість досягла 80 тис., але в цій країні залишилося тільки близько 57 % хорватів. Деякі повернулися в Європу або переїхали й оселилися в Чилі, де хорвати пройшли швидшу та успішнішу культурну асиміляцію, що приводило до значного збільшення чисельності чилійських хорватів у часи, коли переселення хорватів із Європи до Америки не відбувалося.
У березні 1902 року в Антофагасті вийшов перший випуск видання Sloboda (Свобода). Це була перша газета хорватських іммігрантів у Латинській Америці. З 1902 року хорватські емігранти в Чилі вели широку журналістську роботу, ужинком якої стали понад 50 газет, інформаційних бюлетенів та інших друкованих видань.
За оцінками, чилійців хорватського походження налічується до 100—140 тис. Хоча це число може бути і набагато більшим — деякі демографи-аналітики оцінюють цю кількість у 200 000 осіб.

## Далматинські хорвати в Чилі
Узбережжя Далмації з сотнями білих скелястих острівців, порослих виноградниками, сосновими лісами та маслинами, схоже з географічними особливостями Чилі. Більшість далматинських сімей мають родича або нащадка в Чилі. Назву Чилі, на відміну від інших частин світу, де вона майже невідома, багато далматинців люблять і сприймають як другу домівку.

## Хорвати в Пунта-Аренасі
Пунта-Аренас — найзнаменитіший населений пункт на Магеллановій протоці і столиця 12-го регіону Магальянес і Чилійська Антарктика. Населення міста становить понад 146 000 жителів (2008). Пунта-Аренас сягає своїм корінням поселення європейських колоністів (хорватських та іспанських), які заселили цю місцевість у середині ХІХ століття. У місті є також нащадки поселенців з інших країн (зокрема з Німеччини, Англії, Італії, Швейцарії тощо).
Хорватська імміграція в Пунта-Аренас стала визначальною подією в цьому чилійському регіоні і в місті зокрема. Зараз цей вплив можна помітити в назвах магазинів і багатьох будівель.